# 모드레드

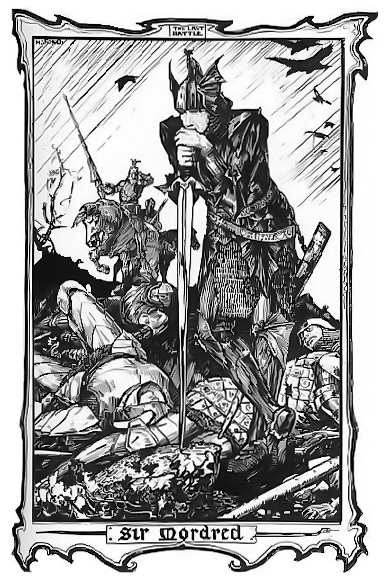
H. J. 포드가 1902년에 그린 모드레드 삽화.

모드레드(영어: Mordred 또는 Modred)는 아서 왕 전설에 등장하는 인물 가운데 하나이다. 아서왕에 반기를 들어 캄란 전투에서 맞서 싸웠으며, 전투 결과 모드레드는 전사하고 아서왕 역시 치명적인 부상을 입게 되었다. 전설에 따르면, 모드레드는 클라렌트라는 보검을 지녔으며, 아서왕과 친척 관계 내지는 아서왕과 그의 이부누이인 모르간 르 페이 사이에서 태어난 사생아라고 전해진다. 초창기 문헌에는 오크니의 롯왕과 모르간 르 페이의 적통 아들로서, 형제로는 가웨인, 아그라베인, 가헤리스, 가레스 등으로 기록되어 있다. 모드레드라는 이름은 라틴어 모데라투스(Moderātus)에서 유래한 것이다.

## 전설
모드레드는 초창기 아서왕 문학에서 등장한다. 《웨일스 연대기(Annales Cambriae)》에는 메드로(Medraut)라는 이름으로 다음과 같이 기록되어 있다.
Gueith Camlann in qua Arthur et Medraut corruerunt.
"캄란 전투에서 아서와 메드로(모드레드)가 전사하였다."
《웨일스 연대기》는 960년~970년에 쓰인 것이지만, 그 내용은 그보다 훨씬 오래전의 문헌을 참조한 것이다. 레즐리 얼콕이 주장한 바와 같이 모드레드는 일찌감치 캄란과 연관관계가 있었지만, 이 정도로 간략한 내용으로는 그가 아서왕을 죽였는지 아니면 아서왕의 손에 의해 죽은 것인지 심지어는 그가 정말 아서왕에 맞서 싸운 것인지는 전혀 알 수 없다. 어쨌든 사람들은 이 구절을 모드레드가 아서왕에 맞서 싸운 것으로 해석하였다. 하지만 모드레드는 처음부터 그렇게 악한 사람은 아니었다. 웨일스 전설집과 족보에는 모드레드가 고귀한 혈통을 지닌 유력자라고 기록되었다.
몬머스의 제프리가 쓴 《영국의 연대기(Historia Regum Britanniae)》에는 모드레드가 아서 왕을 배신한 반역의 기사로서 비교적 비중 있게 등장하고 있다. 제프리는 모드레드가 웨일스 출신이며, 아서왕이 서로마 황제 루키우스 티베리우스와의 전쟁을 위해 영국 해협을 넘어가면서 잠시 모드레드에게 자신의 대리 임무를 맡겨놓았다고 설명하였다. 아서왕이 자리를 비운 사이에 모드레드는 아서 왕의 창고에 있던 아서 왕의 보검인 클라렌트를 훔친 다음 스스로 왕위에 올라 귀네비어와 결혼하였으며, 이 소식을 들은 아서왕은 반란을 진압하고자 황급히 브리튼으로 귀환하였다. 캄란 전투에서 양측은 맞붙었으며, 결국 모드레드는 전사하고 아서왕은 큰 부상을 입고 아발론으로 떠났다.아서 왕의 뒤를 이어 왕이 된 콘스탄틴 3세는 모드레드의 두 아들이 이끈 나머지 잔존세력을 상대하였다.
웨일스 지방의 여러 전승에서는 캄란 전투와 관련하여 모드레드에 대한 이야기가 있는데, 여기서는 ‘메드로(Medraut)’라는 이름으로 불린다. 제프리가 쓴 《영국 연대기》를 보면 모드레드를 ‘브리튼 섬의 통제가 불가능한 파괴자’ 가운데 한 사람으로 묘사하고 있으며, 그가 아서왕을 배신하게 된 동기가 나온다. 이 책에 따르면, 모드레드는 콘월의 켈리윅에 있는 아서왕의 궁전으로 가서 모든 음식과 음료를 게걸스럽게 먹어치우고는 귀네비어 왕비를 옥좌에서 끌어내리고 두들겨 팼다고 한다. 웨일스 전승에서는 모드레드가 아서왕의 조카라고 전해져오고 있지만, 《로나뷔의 꿈(The Dream of Rhonabwy)》에서는 아서왕의 양자로 언급하였다. 하지만 후대에 들어서면서 모드레드라는 캐릭터는 아서왕의 아들로서 극악무도한 성격을 지닌 인물로 구축되어갔다. 《브리튼인의 역사(Historia Britonum)》 부록에서도 역시 동일한 내용이 나와 있으며, 자신의 아버지에게 살해당한 비극이 있은 후에 그의 유해는 해리퍼드셔 샘 옆에 안장되었다고 기록하고 있다.

## 모드레드의 배경
모드레드의 사생아 출생 이야기는 《란슬롯-거룩한 잔(불가타) 전집》에 처음으로 등장하며, 이후 이야기에도 이러한 설정은 그대로 계승되었다. 모드레드의 출생을 다룬 대부분의 이야기에서는 근친상간으로 인한 사생아로 설정하는 경우가 많은데, 해당인물들은 서로가 인척관계라는 사실을 몰랐다. 어느 이야기에서는 모르간 르 페이가 밤중에 찾아온 아서왕을 자신의 남편으로 착각하고 동침하여 모드레드를 낳았다고 나오며, 또 다른 이야기에서는 아서왕이 술에 취해 멋모르고 자신의 누이에게 강한 욕정을 느껴 겁간하여 모드레드를 낳은 것으로 나온다. 어쨌든 근친상간으로 인한 결과는 언제나 비참하게 끝이 난다. 아서왕은 메이데이에 태어나는 아이는 자신을 죽이고 왕국 전체를 멸망시킬 것이라는 예언을 듣고 나서, 모든 귀족과 더불어 모드레드를 포함하여 5월 달에 태어난 아기들을 한데모아 그들을 낡은 배에 태워 멀리 보내버렸다. 아이들을 태운 배는 침몰되었으며, 모드레드만이 유일하게 구조되어 구사일생으로 살아남아, 결국 자기 부모에게로 돌아갔다.